# Myrtophila curvata
Myrtophila curvata är en insektsart som beskrevs av Brimblecombe 1957. Myrtophila curvata ingår i släktet Myrtophila och familjen pansarsköldlöss. Inga underarter finns listade i Catalogue of Life.